# Аналогия
Аналогия (от гръцки analogía, „сходство“, „еднаквост“, „съпоставяне“) в най-общ смисъл означава сходство, подобие между предмети, явления, образи. Това е и когнитивният процес по пренасяне на информация за един конкретен субект по отношение на друг.
По-конкретно терминът се използва в литературата, където означава стилистичен похват, използван за установяване на сходства между неявни, но сродни по някой важен признак понятия или явления. Елементи на свързване по сходство има и при сравнението (при което се съпоставят тъждествени понятия или явления), и при метафората, и при паралела. Отличителното на аналогията е, че при нея двете художествени представи са различно развити, като едната се пояснява чрез другата.
С думата още се означава и средство в литературната критика за установяване на типологически сходства между литературни типажи и произведения в различните страни и епохи.
Аналогията играе значима роля във възприятията, запаметяването, общуването, креативността, решаването на задачи, взимането на решения. Използва се не само в литературен, но и всякакъв друг контекст. Известна е мисълта на полския математик Стефан Банах: „Математикът е човек, който умее да намира аналогия между твърденията; по-добрият математик умее да вижда аналогии между доказателствата, а най-добрият – умее да съзира аналогии между теориите. Можем да допуснем, че математикът на всички математици е онзи, който може да открива аналогии между аналогиите.“